# Cannonball (Marvel)
Cannonball (echte naam Sam Guthrie) is een fictieve superheld uit de strips van Marvel Comics, en een lid van de X-Men. Hij werd bedacht door Chris Claremont en Bob McLeod, en verscheen voor het eerst in Marvel Graphic novel #4: The New Mutants (1982).
Cannonball is een mutant met de gave om te vliegen met de snelheid van een straaljager terwijl hij wordt omgeven door een krachtveld. Veel van zijn broers en zussen zijn eveneens mutanten en hebben zich ook bij de X-Men aangesloten zoals zijn zus Paige, broer Jay, en zus Melody.
Cannonball was een oprichter van het juniorenteam van de X-Men, de New Mutants. Hij sloot zich ook aan bij de latere versie van de New Mutants genaamd X-Force.

## Biografie
Als kind probeerde Sam Gurthrie zijn familie te helpen door in een kolenmijn te gaan werken na de dood van zijn vader. Toen een keer een gang instortte en Sam probeerde een collega mijnwerker te helpen, werden zijn mutantenkrachten voor het eerst actief. Dit trok de aandacht van Professor X die hem toeliet op zijn mutantenschool.
Cannonball werd bij de X-Men lid van de New Mutants en werd goede vrienden met Wolfsbane en Sunspot. Na een avontuur in Asgard kregen de New Mutants een nieuwe leraar: Magneto. Dit was echter maar van korte duur. Cannonball en de andere New Mutants verlieten uiteindelijk de X-Men en sloten zich aan bij de mutant Cable, die het team omvormde tot het nieuwe X-Force. Tijdens een gevecht met de Brotherhood of Mutants kwam Cannonball om het leven, maar was enkele minuten later weer springlevend. Cable vermoedde dat Cannonball een zogenaamde External was, een zeer zeldzame soort van onsterfelijke mutanten.
X-Force voegde zich uiteindelijk weer bij de X-Men, en Cannonball sloot zich bij de X-Men aan. Cannonball was zelfs in staat de Shi’ar agent Gladiator te verslaan, iets waar tot dusver alleen de Hulk en Thor in waren geslaagd. Nadat het X-Force team geheel werd opgeheven sloot Cannonball zich aan bij de Franse tak van het X-Corporation-team van Professor X.
Een aantal maal verliet Cannonball de X-Men en trok zich terug voor wat rust, maar nooit voor lang. Recentelijk, tijdens de House of M verhaallijn, spoorden hij en Siryn samen met de huursoldaat Deadpool de vermiste Cable op.
Na House of M sloot Cannonball zich weer aan bij het nog actieve team van de X-Men, onder leiding van Nightcrawler en Bishop. Momenteel zit hij in Rogues X-Men team.

## Ultimate Cannonball
In het Ultimate Marvel universum is Cannonball een lid van Emma Frosts mutantenacademie. Hij is het nieuwste lid daar, en heeft daarom nog niet aan veel gevechten deelgenomen. Zijn krachten lijken gelijk te zijn aan die van zijn tegenhanger uit de standaard strips.

## Krachten en vaardigheden
Cannonball bezit de kracht om in zijn lichaam thermo-chemische energie op te wekken en dit via zijn huid naar buiten te schieten. Deze energie gebruikt hij als stuwkracht om zijn lichaam door de lucht te schieten met enorme snelheid en wendbaarheid. In het begin kon hij de energie alleen via zijn benen en voeten afschieten, maar tegenwoordig via elk lichaamsdeel. Tijdens het vliegen vormt de thermo-chemische energie tevens een soort krachtveld rondom Cannonball, wat hem onkwetsbaar en niet te stoppen maakt. Cannonball kan dit krachtveld tevens rondom iemand anders aanbrengen om die persoon te beschermen of te vangen.
Cannonballs krachtniveau is in de loop der jaren sterk veranderd, maar op zijn hoogtepunt was hij in staat de Shi’ar Gladiator te verslaan. Er bestaat een theorie dat Cannonball een van de Externals is, aangezien hij al eens op mysterieuze wijze een dodelijke verwonding overleefde. Maar of dit werkelijk het geval is, is nog altijd niet bekend.

## Cannonball in andere media
Animatiefilms
- Cannonball had een klein optreden in de originele X-Men animatieserie samen met zijn zus Paige Guthrie . Hij verscheen in de aflevering Hidden Agenda.
- In de animatieserie X-Men: Evolution verscheen Cannonball meerdere malen als lid van het New Mutants team. Zijn stem werd gedaan door Bill Switzer.
- Cannonball is een verborgen personage in het computerspel X-Men Legends II: Rise of Apocalypse voor de PSP.

Life Actionfilms
- In de film X2 verscheen de naam Guthrie, Sam op een computerscherm waarop een lijst van mutanten werd getoond.